# Oliver Neumann

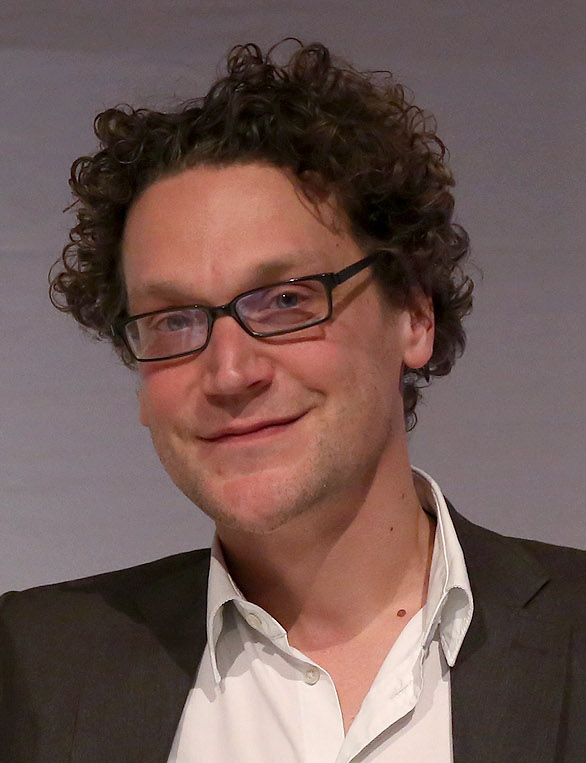
Oliver Neumann bei der Verleihung des Österreichischen Filmpreises 2014

Oliver Neumann (* 1976 in Mannheim) ist ein deutsch-österreichischer Filmeditor und Filmproduzent. Er lebt und arbeitet in Wien und Trieste.

## Leben
Oliver Neumann studierte zwei Semester lang Rechtswissenschaften in Passau, bevor er an der Filmakademie Wien ein Studium im Fachbereich Schnitt begann. Im Anschluss wurde Neumann als freiberuflicher Editor und Produzent tätig; parallel dazu unterrichtete er auch ab 2002 im Bereich Schnitt und Grafikdesign.
2001 war Neumann einer der Mitbegründer der Bonus Film Produktionsfirma. 2004 gründete er die Grafikagentur Neiss & Neumann. Seit 2007 ist er Geschäftsführer der Filmproduktion FreibeuterFilm, die er gemeinsam mit der Regisseurin Sudabeh Mortezai, der Produzentin Sabine Moser und dem Regisseur Sebastian Meise gründete.
Er unterrichtet an der Universität für Musik und darstellende Kunst (Filmakademie Wien) und an der Fachhochschule des BFI Wien.
Oliver Neumann ist Mitglied der Europäischen Filmakademie (EFA), der Akademie des Österreichischen Films, und beim Österreichischen Verband Filmschnitt (aea). Seit Herbst 2022 ist er auch Mitglied der Deutschen Filmakademie.

## Filmografie
- 2002: Ausländer raus! Schlingensiefs Container (Editor, Produzent)
- 2002: Mein Russland (Editor, Produzent)
- 2003: Kaltfront (Editor)
- 2004: Der Traum vom Schweben (Editor, Produzent)
- 2004: Unterwegs nach… Heimat (Editor, Produzent)
- 2005: Snow White (Editor)
- 2005: Spiele Leben (Editor)
- 2005: Tod eines Keilers (Der Keiler) (Editor)
- 2006: Children of the Prophet (Editor, Produzent)
- 2006: Gefangene (Editor)
- 2007: Immer nie am Meer (Editor)
- 2007: Über Wasser: Menschen und gelbe Kanister (Editor)
- 2009: Auf der Suche nach dem Gedächtnis (Editor)
- 2009: Deutschland 09 (Editor)
(Segment: „Eine demokratische Gesprächsrunde zu festgelegten Zeiten“)
- 2009: Gjallë (Editor)
- 2010: Pál Adrienn (Produzent)
- 2010: Im Bazar der Geschlechter (Editor, Produzent)
- 2011: Evolution der Gewalt (Editor, Produzent)
- 2012: Der Fall Wilhelm Reich (Editor)
- 2012: Meine keine Familie (Editor, Produzent)
- 2012: Outing (Produzent)
- 2012: Stillleben (Produzent)
- 2013: Krokodil (Editor)
- 2013: Michael Haneke – Liebe zum Kino (Editor)
- 2014: Macondo (Editor, Produzent)
- 2014: High Performance – Mandarinen lügen nicht (Produzent)
- 2016: Stille Reserven (Produzent)
- 2016: Sühnhaus (2016) (Editor, Produzent)
- 2017: Das Testament (Ha’edut) (Produzent)
- 2018: Joy (Editor, Produzent)
- 2018: Das Wunder von Wörgl (Editor, Produzent)
- 2018: To the Night (Editor, Produzent)
- 2019: Mind the Gap (Editor)
- 2021: Große Freiheit (Produzent)
- 2021: Hinterland (Editor, Produzent)
- 2024: Persona Non Grata (Editor)
- 2024: Der Soldat Monika (Produzent)
- 2024: The Village Next to Paradise (Produzent)

## Auszeichnungen
- 2006: Animago Award (2×)
- 2008: Großer Diagonale-Preis beste künstlerische Montage für Immer nie am Meer
- 2014: Österreichischer Filmpreis 2014 – bester Dokumentarfilm und bester Schnitt für Meine keine Familie
- 2015: Preis Innovative Produktionsleistung auf der Diagonale für Macondo
- 2019: Branchenromy 2019 – Bester TV-Film für Das Wunder von Wörgl
- 2019: Prix Europa 2019: 2. Platz in der Kategorie Television Fiction für Das Wunder von Wörgl
- 2020: Österreichischer Filmpreis 2020 – Auszeichnung in der Kategorie Bester Spielfilm für Joy[6]
- 2022: Preis Innovative Produktionsleistung auf der Diagonale für Große Freiheit und  Hinterland[7]
- 2022: Deutscher Filmpreis 2022  – Bronzene Lola in der Kategorie Bester Spielfilm für Große Freiheit[8]
- 2022: Österreichischer Filmpreis 2022 – Auszeichnung in der Kategorie Bester Spielfilm für Große Freiheit[9]
- 2022: Branchenromy 2022 – Auszeichnung Bester Schnitt für Hinterland[10][11]
- 2022: Branchenromy 2022 – Nominierung Beste Produktion jeweils für Große Freiheit und  Hinterland[12]
- 2025: Österreichischer Filmpreis 2025 – Auszeichnung in der Kategorie Bester Spielfilm für The Village Next to Paradise[13]